# Ларго (София)
Ларго (болг. Ларго, definite form Ларгото, Largoto) — архитектурный ансамбль из трех зданий в сталинском стиле в центре Софии, столице Болгарии, спроектированный и построенный в 1950-х как новый городской центр. Сегодня он считается одним из лучших примеров сталинской архитектуры в Юго-Восточной Европе, а также одной из главных достопримечательностей Софии.
Ансамбль включает в себя бывший Партийный дом (бывшая штаб-квартира ныне несуществующей болгарской Коммунистической партии), сейчас используется как административное здание Народного Собрания Болгарии, в центре, и два здания по бокам: в одном сейчас размещаются ЦУМ и Совета Министров Болгарии, а другое занято резиденцией Президента, гостиницей «Балканы» и Министерством образования.
Совет Министров Болгарии издал указ в 1951 году по поводу строительства Ларго. Много зданий в центре города, пострадавшие от бомбардировки Софии во Второй Мировой войне, были снесены осенью 1952 года, чтобы начать строительство нового здания в ближайшее время. Партийный дом, когда-то увенчанный красной звездой на шпиле, был разработан командой под руководством архитектора Петсо Златева и открыт в 1955 году. Офисы Министерства электрификации занял Государственный совет и затем, Администрация Президента, работа Петсо Златева, Петра Загорского и других архитекторов, были закончены в следующем году, а часть здания с ЦУМом, спроектированная группой архитекторов под руководством Косты Николова, завершена в 1957 году. Фонтан между администрацией президента и старым Национальным археологическим музеем был создан в 1958 году. На Ларго тоже стоял памятник Владимиру Ленину, который позже был удален и заменен Святой Софией в 2000 году.
Мощёная площадь вокруг ансамбля названа площадью Независимости. Он состоит из двух полос с газоном посередине, где сегодня флаги всех государств-членов НАТО. Площадь Независимости образована бульваром князя Александр Дондуков и бульваром Царя-Освободителя, сливаясь на востоке с продолжением Тодор Александров Бульвар к западу от Ларго.
После демократических перемен после 1989 года, символы коммунизма в отделке Ларго были удалены, а самым символическим актом является удаление Красной Звезды на шпиле бывшего Партийного дома с помощью вертолета и его замена на флаг Болгарии. В 1990-х годах были предложения перестроить бывший Партийный дом, который иногда рассматривается как навязывание остатков прошлой идеологии, путем введения более современных архитектурных элементов. Согласно новому архитектурному плану Софии, Площадь Независимости реконструируется. Газон и флаги в центре должны быть заменены стеклянными крышками на полу, чтобы развалины древнего Фракийского и Римского города Сердика были видны, став туристической достопримечательностью. В двух переходах, один в передней части Партийного дома и в средневековой церкви «Св. Петка», также планируется соединить, и может вести к близлежащим станциям метро.

## Галерея
- ЦУМ (слева), бывший Партийный дом (в центре) и Президентский дворец (справа)
- Бывший Партийный дом
- Президентский дворец
- Совет Министров
- ЦУМ
- Ротонды Св. Георгия
- Охранники перед главным входом в канцелярию Президента